# Morcheeba

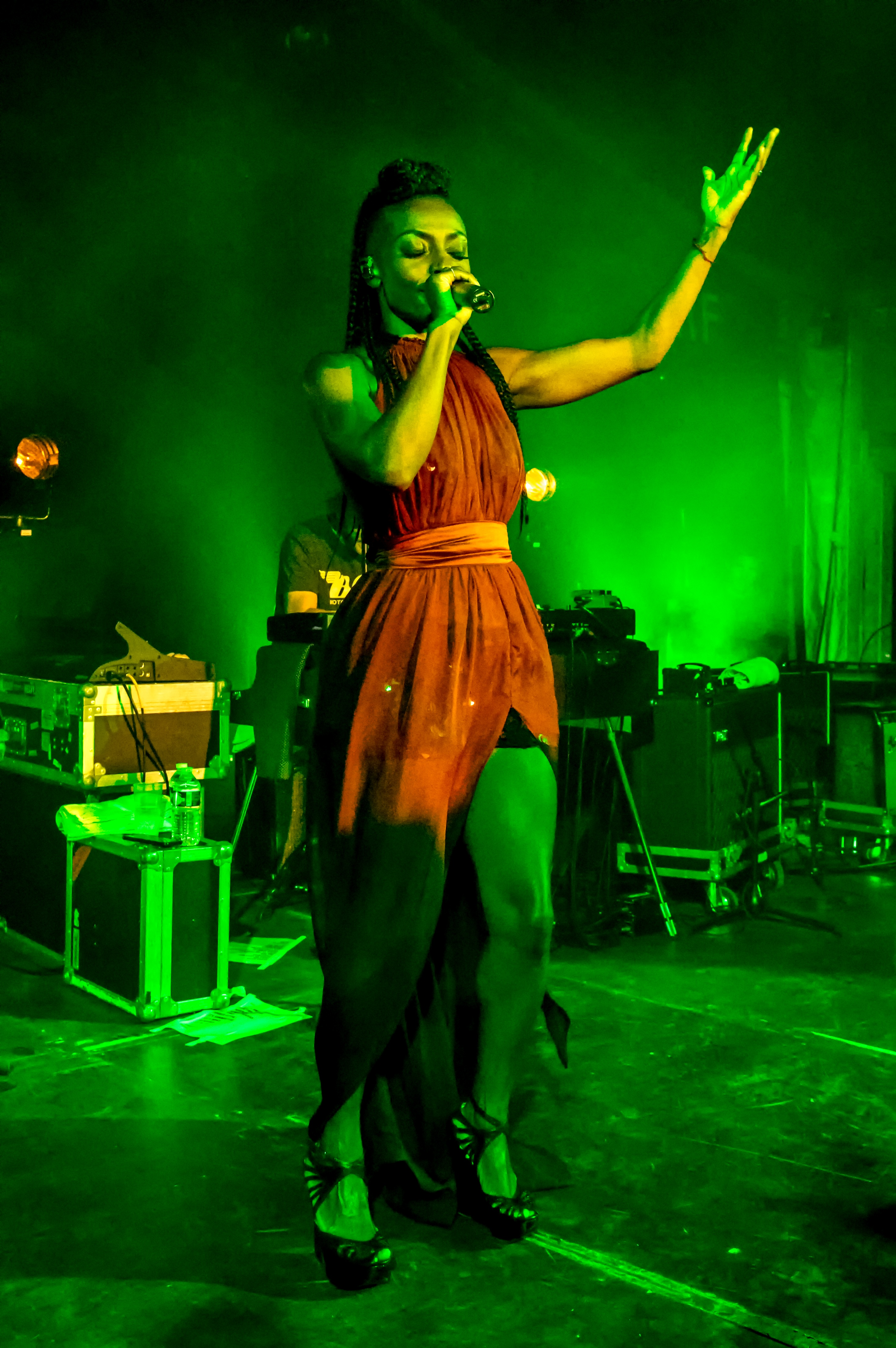
Morcheeba, la ZMF 2018 în Freiburg

Morcheeba (mor = mijlocul drumului, cheeba = marijuana) este o formație trip hop din Regatul Unit. A fost înființată la mijlocul anilor 1990.

## Discografie

### Albume de studio
- Who Can You Trust? (1996, China Records)
- Big Calm (1998, Sire Records). Locul 18 (RU)
- Fragments of Freedom (2000, Sire Records). Locul 6 (RU)
- Charango (2002, Warner Bros.). Locul 7 (RU)
- The Antidote (2005). Locul 17 (RU)
- Dive Deep (2008, G&G/PIAS), locul 59 (RU)
- Blood Like Lemonade (2010, PIAS)
- Head Up High (2013)
- Blaze Away (2018)
- Blackest Blue (2021)